# Pseudoberlinia
Pseudoberlinia là một chi thực vật có hoa trong họ Đậu.